# Dub Spencer & Trance Hill
Dub Spencer & Trance Hill sind eine 2003 gegründete Dub-Band aus Luzern. Ihre Musik bezeichnet die Gruppe selber als „instrumentalen psychedelischen Dub-Reggae mit Rock und Trance-Einflüssen“.  Regelmässiger Tour-Begleiter der Band ist seit einigen Jahren der Münchner Sound- und Dub-Spezialist Umberto Echo. Er spielt am Mischpult als fünfter Instrumentalist mit.

## Geschichte

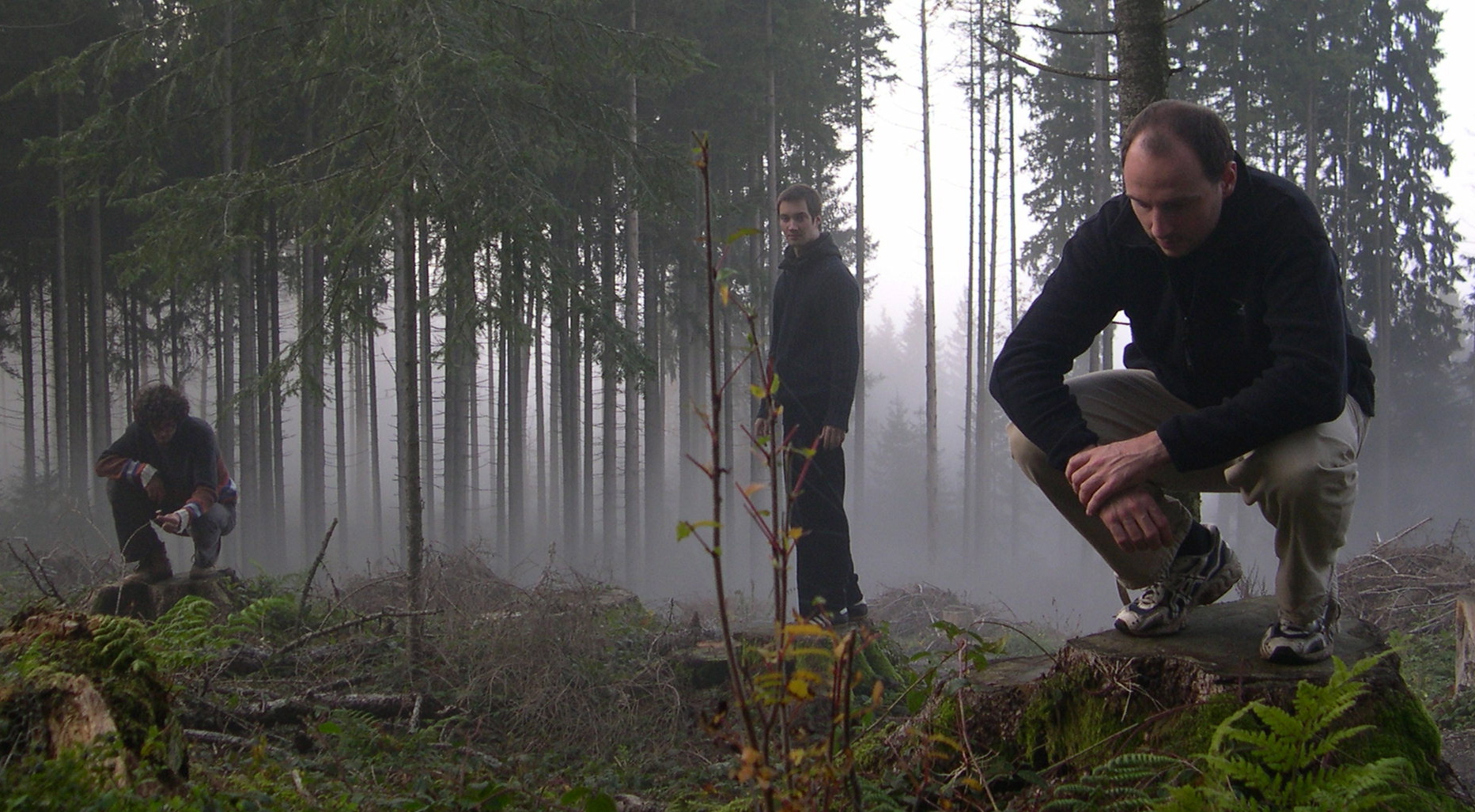
Die Gründer Marcel Stalder, Adi Pflugshaupt und Christian Niederer (von links nach rechts)

Von 2003 bis 2006 bestand Dub Spencer & Trance Hill aus Marcel Stalder (Bass), Adi Pflugshaupt (Elektronik, Saxophon) und Christian Niederer (Schlagzeug). Sie veröffentlichten fünf EPs im Eigenvertrieb, bis das Hamburger Musiklabel Echo Beach ab 2006 die drei Schweizer unter Vertrag nahm. Zusammen mit dem Kölner Gitarristen Manougazou entstand das Album Nitro, welches von der deutschen Reggae-Zeitschrift Riddim zum Dub-Album des Monats gekürt wurde.
Im September 2006 verliessen Pflugshaupt und Niederer die Band. An ihre Stelle traten Julian Dillier (Schlagzeug), Markus Meier (Gitarre, Gesang) und Philipp Greter (Keyboard, Orgel, Melodika, Dubs), welcher auch als Produzent einen wichtigen Einfluss auf alle weiteren Veröffentlichungen hatte.
Nach der Veröffentlichung des von der Punkband The Clash inspirierten Albums The Clashification of Dub spielte die Band in Berlin ein Live-Konzert für den Radiosender RBB.
2014 veröffentlichten Dub Spencer & Trance Hill das Album Burroughs In Dub zu Ehren und zum 100. Geburtstag von William S. Burroughs, mit offizieller Unterstützung der William S. Burroughs Foundation in den USA. In Besprechungen wird es als zeitlose Aufnahme gelobt, welche psychedelischen, eklektischen Dub aufweise. Die hypnotisch monotone Stimme Burroughs ist eng verwoben mit der Instrumentalmusik der Band.
Auf dem neunten Album Deep Dive Dub ist auf einigen Tracks der experimentelle Sänger Bruno Amstad zu hören.
2020 veröffentlichten Dub Spencer & Trance Hill das Album Tumultus II, auf dem sich „acht Soundscapes“ befinden, während „Reggae im klassischen Sinn […] recht wenig bis gar nicht auf[taucht]“ (ByteFM).

## Auftritte

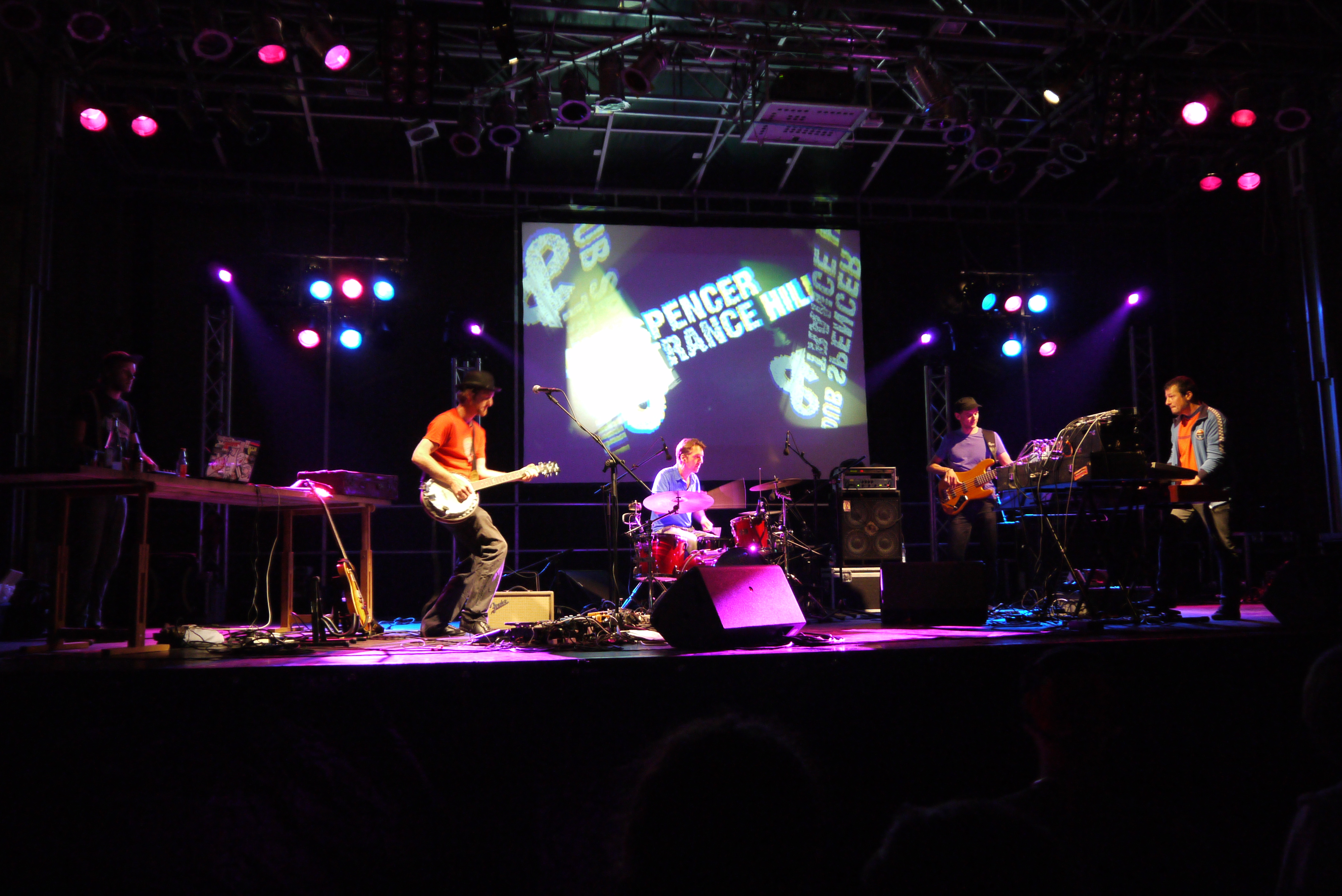
Auftritt 2012 auf der 24. Detmolder Sommerbühne

Dub Spencer & Trance Hill traten in ganz Europa auf und spielten auf diversen Festivals, z. B. auf dem Summerjam in Köln, auf der Fusion Berlin, auf dem Overjam Slowenien, auf dem Reggae Summer Chiemsee, auf dem Ars Cameralis Festival in Katowice, auf dem Gurtenfestival in Bern, auf dem Blue Balls Festival in Luzern, auf dem Télérama Festival Paris sowie auf dem Jazz Festival Willisau.
Gemäss Schweizer Radio SRF3 gehören sie mit über 400 Shows in ganz Europa und Konzerten auf grossen Festival-Bühnen sowie unzähligen Tonträgern zu den bekanntesten Dub-Formationen Europas.

## Diskografie
- 2006: Nitro (Echo Beach)
- 2007: Return of the Supercops (Echo Beach)
- 2010: Riding Strange Horses (Echo Beach)
- 2011: The Clashification of Dub (Echo Beach)
- 2012: Too Big to Fail (vs Umberto Echo; Echo Beach)
- 2013: Live in Dub & The Victor Rice Remixes (Echo Beach)
- 2013: In Dub Remixes (Echo Beach)
- 2014: Burroughs in Dub (Echo Beach)
- 2016: Physical Echoes (Echo Beach)
- 2016: Deep Dive Dub (Echo Beach)
- 2018: Christmas in Dub (Echo Beach)
- 2020: Tumultus II (Dub Spencer & Trance Hill)
- 2022: Imago Cells (Echo Beach)